# Бузура, Аугустин
Аугусти́н Бузу́ра (рум. Augustin Buzura; 22 сентября 1938, с. Беринца, уезд Марамуреш (ныне жудец Марамуреш), Румыния — 10 июля 2017) — румынский писатель, эссеист и сценарист, журналист, редактор, литературный критик. Член Румынской академии.

## Биография
Окончил медицинский факультет университета в Клуж-Напока, стал психиатром.
С 1990 года — президент Фонда культуры Румынии. Президент института культуры Румынии в 2003—2004 годах.
Член Румынской академии, Бразильской литературной академии (Academia Brasileira de Letras) и Академии латыни. Почётный доктор университета «Лучиана Блага» в Сибиу. Член-корреспондент Южноевропейского литературного общества.
Главный редактор журнала «Cultura» («Культура»).

## Творчество
В 1963 году дебютировал в Бухаресте со сборником рассказов «Capul Bunei Speranţe» («Мыс Доброй Надежды»). В 1964 году отказался от медицинской практики, занялся журналистикой, стал секретарём редакции журнала Tribuna. Кроме журнала «Трибуна» печатался на страницах практически всех румынских литературных журналов, он автор ряда публикаций, созданных под эгидой Фонда культуры Румынии.
В 1967 году опубликовал второй том своих рассказов «De се zboară Vulturul?» («Летает ли орел?»). После этого полностью посвятил себя литературному творчеству.
Его романы «Absenţii» (1970), «Feţele tăcerii» (1974), «Orgolii» (1977), «Vocile nopţii» (1980), «Refugii» (1984) и «Drumul cenușii», подверглись цензуре коммунистических властей Румынии, но сам автор стал знаменит среди читателей.
Роман «Recviem Pentru nebuni şi bestii» («Реквием для дураков и зверей», 1999) стал знаковым произведением переходного времени румынского общества. Его последний роман «Raport asupra singurătății» («Отчёт о состоянии одиночества», 2009), исследует румынское общество на протяжении более чем 70 лет, тонко передаёт историю множества действующих лиц и событий в широком европейском контексте.
Все романы писателя выдержали множество изданий в Румынии и за рубежом.
Автор нескольких киносценариев (Orgolii (1981), Padureanca (1987), Undeva în Est (1991)).
Аугустин Бузура — лауреат многих литературных наград, в частности, трижды становился лауреатом премий Союза писателей Румынии.

## Избранные произведения
- Capul Bunei Speranţe, 1963
- De ce zboara vulturii, 1967
- Absenţii, 1970
- Orgolii, 1974
- Feţele tăcerii, 1974
- Vocile nopţii, 1980
- Bloc-notes, 1981
- Refugii, 1984
- Drumul cenuşii, 1988
- Recviem pentru nebuni şi bestii, 1999
- Raport asupra singurătăţii, 2009